# Водоторањ
Водоторањ је конструкција са резервоаром воде на врху која служи за снабдевање воде домаћинствима, по принципу изравнавања висинске разлике између извора воде и потрошача. Водоторњеви често раде заједно са подземним или површинским сервисним резервоаримас, који чувају третирану воду близу места где ће се користити. Вода из водоторња може бити за пиће, вода за заштиту од пожара или за индустријске сврхе и не мора обавезно бити повезана са јавним водоснабдевањем.
Највећа предност водоторња је што може да обезбеди воду и када нема струје, јер принцип рада се ослања на одржавању течности на истој висини захваљујући хидростатичком притиску, по закону спојених судова. Поента је што се се вода снажним пумпама из извора (бунара, језера и сл.) доведе до водоторња и стоји у резервоару, одакле се контролисано славинама, под утицајем гравитације, доводи до коначног потрошача. Међутим, водоторањ не може да снабдева водом дуже време, с обзиром на то да је потребно пумпом допунити водоторањ. Обично се користе као резервоари, када је највећа потрошња воде током дана и тада ниво воде у резервоару опада, да би се ноћу помоћу пумпи вратио. Овај процес такође одржава воду у течном стању у хладном периоду године, односно сталним пражњењем и допуњавањем се спречава смрзавање.
Иако складиштење воде у резервоарима изнад нивоа мора постоји од давнина у разним облицима, модерна употреба водоторњева под притиском за снабдевање водом системом јавних водовода се развио средином 19. века, након што је систем за пумпање паре постао широко распрострањен. Први водоторњеви у Великој Британији су били направљени од високих цеви у облику ћириличног слова П и који су помоћу пумпе могле да обезбеде доток воде у једнаким временским интервалима, али не и константно напајање.
Многи водоторњеви који су направљени у 19. веку се сматрају историјски значајним и налазе се на разним листама задужбина и споменика од значаја широм света. Неки од њих су, пак, претворени у апартмане или ексклузивна поткровља.

## Историја
Иако је употреба подигнутих резервоара за складиштење воде постојала од давнина у различитим облицима, савремена употреба водоторња за јавне водоводне системе под притиском развила се средином 19. века, како је парно пумпање постало све чешће и боље цеви које су могле да подносе више притиске су развијени. У Уједињеном Краљевству, стубне цеви су се састојале од високих, изложених цеви у облику слова N, које су се користиле за смањење притиска и за обезбеђивање фиксне коте за моторе за пумпање на пару који су имали тенденцију да производе пулсирајући проток, док је систем за дистрибуцију воде под притиском захтевао константан притисак. Напајајуће цеви су такође обезбедиле погодну фиксну локацију за мерење протока. Дизајнери су обично затварали цеви за подизање у декоративне зидане или дрвене конструкције. До касног 19. века, напајајуће цеви су унапређене да укључују резервоаре за складиштење како би се задовољиле све веће захтеве градова у развоју.
Многи рани водоторњеви данас се сматрају историјски значајним и укључени су у разне спискове баштине широм света. Неки су преуређени у станове или ексклузивне пентхаусе. У одређеним областима, као што је Њујорк у Сједињеним Државама, мањи водоторњеви се граде за појединачне зграде. У Калифорнији и неким другим државама, водоторњеви за домаћинство ограђени су споредним оквирима који су некада изграђени (током 1850-их - 1930-их) за снабдевање појединачних домова; ветрењаче су пумпале воду из ручно ископаних бунара у резервоар у Њујорку.

## Галерија
- Сферни водоторњеви у Ајндховену, Холандија
- Водоторањ у облику печурке, Хелсинки
- Кућа међу облацима, село Торпенес, Сафок
- Најстарији водоторањ на свету, Луивил
- Водоторањ у Геделу, Мађарска
- Водоторањ у Мелбурну, Флорида
- Водоторањ у Вуковару, оштећен у рату и стоји као споменик.